# Одержання абразивних матеріалів з відходів вуглезбагачення
Одержання абразивних матеріалів з відходів вуглезбагачення
Дослідження хімічних перетворень компонентів мінеральної частини вугілля при їхній взаємодії з вуглецем при високих температурах дозволило встановити, що в цих умовах відбувається роздільне відновлення діоксиду кремнію (з утворенням карбіду кремнію) і оксиду алюмінію. Джерелом вуглецю для відновлення мінеральних компонентів є органічна маса, яка рівномірно розподілена у відходах вуглезбагачення. Для отри-мання матеріалів на основі карбіду кремнію слід застосовувати відходи з можливо більшим вмістом діоксиду кремнію. В результаті взаємодії міне-ральних домішок з вуглецем при температурах до 2350оС відбувається ро-зділення утворених карбіду кремнію і оксиду алюмінію. При цьому отримують абразивний матеріал із загальним виходом від вихідного 96 — 98 % від розрахункового, який містить до 95 % карбіду кремнію.